# Cartoteca de Catalunya
La Cartoteca de Catalunya és una cartoteca oficial catalana encarregada del recull, la coordinació i l'estudi de la documentació cartogràfica existent. És responsable del seu tractament tècnic, difusió i conservació. Va ser fundada dins de l'Institut Cartogràfic de Catalunya (ICC) el 1985 per la Generalitat de Catalunya, el qual, al seu torn, fou assumit el 2014 per l'Institut Cartogràfic i Geològic de Catalunya El fons conté mapes, plànols i vistes en qualsevol suport (paper, digital), globus o aparells topogràfics. La majoria és paper imprès encara que disposa d'una petita mostra de manuscrits.
En un inici la Cartoteca de Catalunya es va situar al número 19 del carrer Alfons XII, al costat de la seu de l'Institut Cartogràfic de Catalunya, que s'ubicava al carrer Balmes 209-211. Però l'any 1995 es va traslladar, juntament amb l'ICC, a la nova seu del Parc de Montjuïc.

## Fons
La Cartoteca de Catalunya custodia la documentació cartogràfica produïda per l'Institut Cartogràfic de Catalunya, però al llarg dels anys ha anat acollint tota una sèrie de fons, mitjançant compres o donacions, que han acabat configurant un arxiu d'ampli abast cronològic que es remunta fins al segle xiv.
Abracen des del segle xvi fins al segle XXI i n'hi ha de tot el món. Els mapes fins al segle xviii formen part de la secció de reserva. La col·lecció més destacada de la Cartoteca la constitueixen els mapes en fulls a escales mitjanes d'arreu del món. Es tracta de cartografia del segle XX dels cinc continents, realitzada per serveis cartogràfics oficials. Des de cobertures mundials a escala 1:1 000 000 fins a cobertures estatals a escales 1:50 000 o més grans. Aquestes col·leccions es veuen notablement incrementades quan es refereixen a Estat espanyol o a qualsevol de les seves comunitats autònomes i en especial a Catalunya.

### Biblioteca
Els fons de llibres abraça el període des del segle xvi fins a l'actualitat. Des del punt de vista de la seva temàtica té un doble vessant: el tècnic i l'històric i referencial. Els llibres de tipus tècnic corresponen a les matèries implicades en la producció cartogràfica. Els de caràcter històric i referencial tracten temes com història de la cartografia, monografies de cartògrafs, monografies locals, cartobibliografies, catàlegs de les grans cartoteques del món, directoris, etc. També hi ha fons especials com el fons IPUR, que recull documents sobre urbanisme dels anys 1960-1980, la biblioteca de l'enginyer Josep Maria Puchades i Benito (1913-1982), especialitzada en hidrografia, la biblioteca personal del geògraf Gonçal de Reparaz (1901-1984) i la biblioteca Domènech, especialitzada en geografia de Catalunya.

### Fons fotogràfic

#### Fons Gaspar
Format per un centenar de fotografies aèries obliqües de Catalunya fetes el 1929 pel peoner de la fotografia aèria Josep Gaspar i Serra (Manresa 1892-Barcelona 1970). Totes les fotografies es poden visualitzar i descarregar a la Cartoteca digital.

#### Fons SACE
Format per fotografies aèries obliqües d'indrets majoritàriament de Catalunya, i també de la resta d'Espanya. Correspon als fons de l'empresa Sistemas Aéreos Comerciales Españoles (SACE), ubicada a Barcelona i operativa entre 1962 i 1985.

#### Fons Cuyàs
Fons fotogràfic familiar iniciat per Narcís Cuyàs i Parera i continuat pels seus fills Enric i Narcís. És format per més de 13 000 negatius en blanc i negre i en color, consta de dues parts ben diferenciades: fotografies de paisatges que cobreixen tot Catalunya i zones de les Illes Balears, País Valencià i la Catalunya del Nord; i fotografies temàtiques que abracen diversos temes. Totes les fotografies es poden visualitzar i descarregar a la Cartoteca digital.

### Fons documental
Constituït per documents de diversa procedència, tant personals com institucionals, però tots relacionats amb qüestions territorials.

#### Fons personals
Entre els arxius personals que aplega estan el: fons del meteoròleg Eduard Fontserè, fons del geògraf Pau Vila-Josep M. Puchades, fons del geògraf Gonçal de Reparaz, Fons Viladevall-Cerdà, o la documentació de la delineant Leonor Ferrer Girabau.

#### Fons Institucionals
Fons històric del Servei Meteorològic de Catalunya, Fons històric del Servei Cartogràfic de la Mancomunitat de Catalunya, Fons del Grup d'Estudis Territorials.
Fons de l'Oficina d'Informació Urbanística.

## Serveis

### Cartoteca Digital
Mitjançant la Cartoteca Digital es posa a l'abast del públic documents cartogràfics digitalitzats organitzats en col·leccions temàtiques. Es poden trobar mapes de Catalunya, mapes d'Espanya i les edicions de guerra dels fulls del Mapa Topográfico Nacional 1:20 000, mapes d'Europa, mapes d'Amèrica, mapes d'Àsia i Oceania, mapes d'Àfrica i mapes del món i de grans regions des del segle xvi fins a l'actualitat. Es pot consultar també la col·lecció de vistes de pobles de Catalunya i de tot el món, que és un testimoni del territori del segle xvi al segle xx.
L'aplicatiu web permet navegar per col·leccions i fer cerques precises. La visualització dels mapes permet fer zooms per apreciar-ne els detalls i fer descàrregues gratis d'imatges grans de mapes antics a alta resolució. En aquest cas cal registrar-se com a usuari, tal com es fa amb la descàrrega de la resta de productes de l'Institut Cartogràfic i Geològic de Catalunya.
El projecte de digitalització de la Cartoteca de Catalunya s'inicià el 2003 i es continua treballant per anar incorporant a la consulta en línia la resta de fons.

### Organització de cursos i seminaris, i altres activitats
La Cartoteca de Catalunya ha organitzat la 1a Jornada d'història de la cartografia de Barcelona juntament amb l'Arxiu Històric de la Ciutat de Barcelona; el 2n Seminari d'història de la cartografia: Cartografia i agrimensura a Catalunya i Balears (segles XIX-XX) i ha col·laborat en l'organització de la Jornada: Mapes i cartògrafs en la guerra civil espanyola (1936-1939), organitzada pel Grup d'Estudis d'Història de la Cartografia i el Museu de l'Exili de la Jonquera.
A més la Cartoteca promou la publicació de llibres i facsímils relacionats amb la història de la cartografia i les cartoteques.

### Conservació i restauració
La Cartoteca vetlla per la correcta conservació del material que custodia i per aquest fi a vegades porta a terme projectes de restauració i conservació. El projecte de restauració més destacat ha estat l'atles d'Abraham Ortelius Theatri Orbis Terrarum Parergon, de 1624. També s'ha continuat el procés de canvi de les cobertures d'un nombre de mapes i fotografies que han estat substituïdes per materials específics de conservació.